# Hohenzollerischer Geschichtsverein
1867 konstituierte sich der Verein für Geschichte und Altertumskunde in Hohenzollern in der Absicht, „Material für eine Geschichte Hohenzollerns in umfassendem Sinn zu sammeln und zu publizieren, darneben aber auch anderes historisch merkwürdiges Material, welches sich in Hohenzollern findet, bekannt zu machen.“ So lauten die Ziele der Vereinsstatuten, die bei der Gründungsversammlung am 15. April 1867 in Sigmaringen verabschiedet wurden. Seit 1890 war der Verein Mitglied im Gesamtverein der Deutschen Geschichts- und Altertumsvereine. 1933 erfolgte die Umbenennung in Verein für Geschichte, Kultur und Landeskunde Hohenzollerns, durch die eine Erweiterung der Vereinsziele signalisiert werden sollte, die der neue starke Mann im Verein, der Konstanzer Arzt Ernst Senn, zum Aufbau einer eigenständigen Hohenzollerischen Landesforschung verfolgte. Nach dem Zweiten Weltkrieg wurde der Verein am 30. Juli 1948 in Sigmaringen neu gegründet. Seit 1965 führt er den Namen Hohenzollerischer Geschichtsverein.
Der Verein hat heute (2015) etwa 600 Mitglieder. Neben den von ihm verantworteten Publikationen veranstaltet er Vorträge, Führungen und Exkursionen. Das im Staatsarchiv Sigmaringen unterhaltene Vereinsarchiv dokumentiert die Vereinsgeschichte und sammelt landeskundliche Unterlagen, vor allem aus Nachlässen von Mitgliedern.
Die Vereinsbibliothek in der 1930 auf Initiative von Ernst Senn gegründeten Hohenzollerischen Heimatbücherei in Hechingen ist seit 2016 an den Südwestdeutschen Bibliotheksverbund angeschlossen.

## Vereinsvorsitzende
- 1867–1871 Karl von Mayenfisch, auch Charles de Mayenfisch-Rappenstein (1803–1877), Hofkavalier, Kunstliebhaber und Altertümersammler
- 1871–1886 Friedrich August Lehner (1824–1895), Archäologe, Fürstlich Hohenzollerischer Hofrat, Bibliothekar und Museumsdirektor in Sigmaringen
- 1886–1911 Karl Theodor Zingeler (1845–1923)
- 1911–1917 Franz Hester, Gymnasialdirektor in Sigmaringen
- 1917–1932 Gustav Hebeisen (1875–1940), Leiter des Fürstl. Archivs, Direktor der Hohenzollerischen Sammlung
- 1933–1945 Cyriacus Grünewald (1879–1945), Studienrat in Sigmaringen
- 1948–1951 Nikolaus Maier (1891–1977), Pfarrer in Gammertingen
- 1951–1964 Franz Joseph Prinz von Hohenzollern (1891–1964)
- 1964–1972 Eugen Stemmler (1909–1996), Leiter des Staatsarchives Sigmaringen
- 1972–1977 Walter Bernhardt (* 1936), Archivar im Staatsarchiv Sigmaringen
- 1977–1981 Gregor Vinzenz Richter (1927–2002), Leiter Staatsarchiv Sigmaringen
- 1981–1993 Wilfried Schöntag (* 1942), Leiter des Staatsarchives Sigmaringen
- 1993–2009 Otto H. Becker (* 1942), Archivar im Staatsarchiv Sigmaringen
- seit 2009 Volker Trugenberger (* 1954), Leiter des Staatsarchives Sigmaringen

## Zeitschriften
- Mitt[h]eilungen des Vereins für Geschichte und Altert[h]umskunde in Hohenzollern (MittVGAHohenzollern), ersch. Bd. 1 (1867/68) – Bd. 63 (1932)
- Hohenzollerische Jahreshefte des Vereins für Geschichte, Kultur und Landeskunde Hohenzollerns (HohenzollJh) Bd. 1 (1934) – Bd. 24 (1964)
- Zeitschrift für Hohenzollerische Geschichte (ZHG), erscheint seit Bd. 1 (1965) (online)
- Zollerheimat. Blätter zur Förderung der Hohenzollerischen Heimat- und Volkskunde Bd. 1 (1931) - Bd. 10 (1941) (ab 1933 herausgegeben "mit Unterstützung des Vereins für Geschichte, Kultur und Landeskunde Hohenzollerns")
- Hohenzollerische Heimat, erscheint vierteljährlich seit Bd. 1 (1951) (online)